# Biblioteca de Autores Españoles

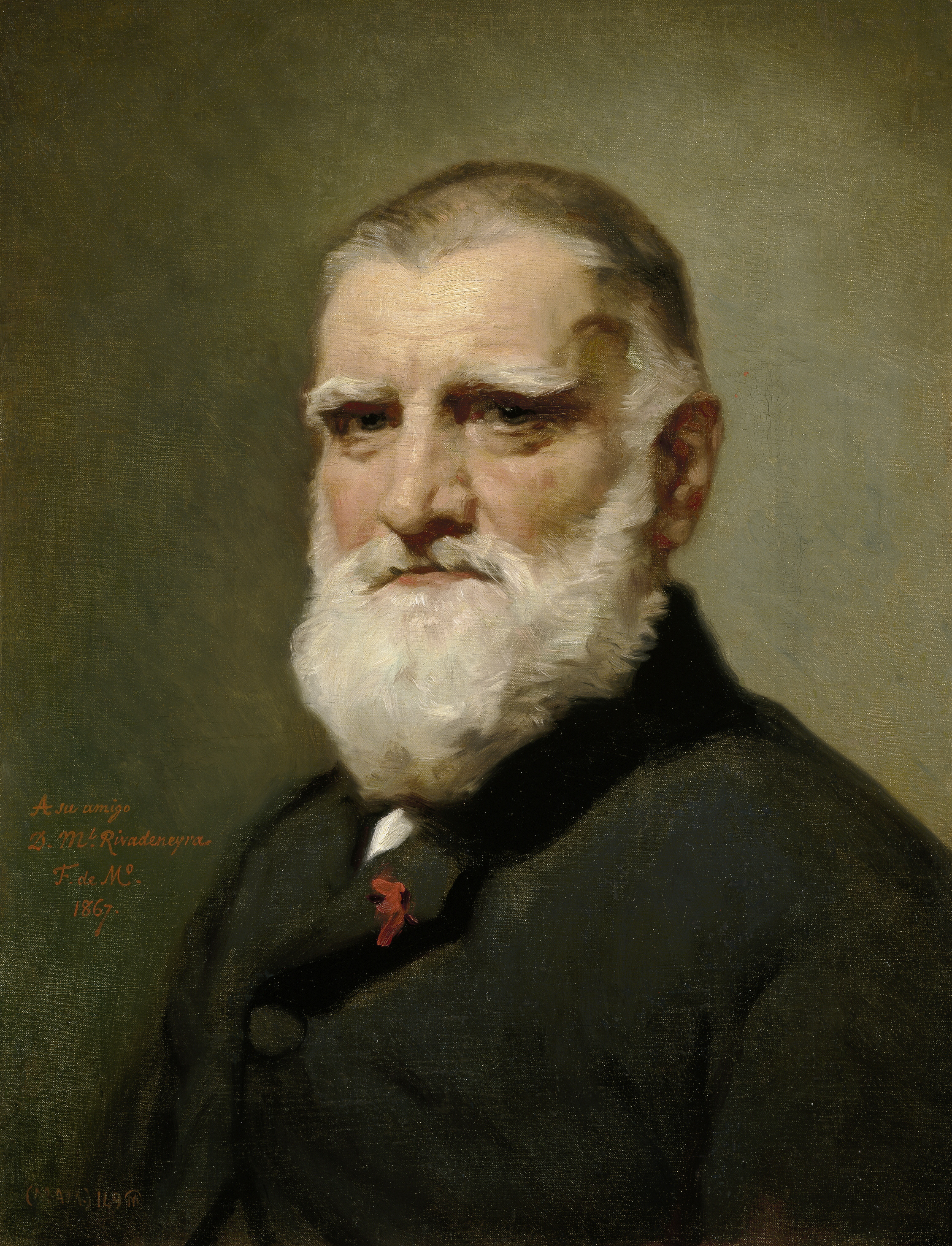
El editor Manuel Rivadeneyra, impulsor de la Biblioteca de Autores Españoles.

La Biblioteca de Autores Españoles desde la formación del lenguaje hasta nuestros días, habitualmente llamada B. A. E., fue una colección literaria de 71 volúmenes de clásicos castellanos publicada entre 1846 y 1880 por Manuel Rivadeneyra y su hijo Adolfo Rivadeneyra, primer intento sistemático de editar con algún rigor filológico y al alcance de gran número de lectores las obras maestras de la lengua española.

## Historia
Rivadeneyra[¿según quién?] habría pagado íntegramente con su fortuna este monumental esfuerzo, que se interrumpió cuando el 31 de marzo de 1872 falleció el generoso editor. Sin embargo, de acuerdo con Alfredo Opisso, la Biblioteca de Autores Españoles fue financiada con 400 000 reales por el Estado gracias a una enmienda presentada por Cándido Nocedal en las Cortes constituyentes del Bienio Progresista, afirmado al respecto que aquel sería «quizá el único acto que libre del olvido a las Cortes Constituyentes».
Quedó inconcluso el volumen sexagésimo cuarto. El hijo Adolfo Ribadeneyra terminó los volúmenes proyectados y comprometidos e, incapaz de proseguir la obra, la dejó terminada en el volumen septuagésimo primero con los índices preparados por Isidoro Rosell y Torres.
Ribadeneyra puso bajo la dirección de Buenaventura Carlos Aribau todo el proyecto. La impresión se hizo en cuarto y con gran calidad tipográfica, aunque en algunos tomos a veces con letra demasiado menuda, y añadiendo a veces obras inéditas o recuperando otras olvidadas; no menos importantes son algunos de los estudios críticos introductorios. Pues, en efecto, trabajando para esta colección se forjó toda una generación de críticos y editores de literatura clásica española, si bien con muy desiguales criterios ecdóticos. Pero su difusión y trascendencia quedó asegurada cuando, como se ha dicho, el gobierno ayudó a la publicación de esta magna colección adquiriendo ejemplares por un valor de 400 000 reales para las bibliotecas del Estado.
En 1905 Marcelino Menéndez Pelayo quiso ampliar la colección bajo el título de Nueva Biblioteca de Autores Españoles y la dirigió hasta el vol. xx (Madrid: Bailly-Baillière, 1905-1918, 26 vols.). A partir de 1954, la continuó la Editorial Atlas hasta el año 1999, con un número total de 305 volúmenes. Los tomos de esta verdadera Nueva Biblioteca de Autores Españoles (la continuación de la original) publicó textos interesantes, aunque más breves y legibles que los de la serie original, sin intentar abarcar como ella géneros y épocas enteras («Novelistas anteriores a Cervantes», por ejemplo).

## Colaboradores
Aparte de Buenaventura Carlos Aribau y Cayetano Rosell, colaboraron en esta magna obra Juan Eugenio Hartzenbusch, Agustín Durán, Enrique de Vedia, Aureliano Fernández Guerra, su hermano Luis Fernández-Guerra, Pascual de Gayangos, Adolfo de Castro, Ramón Mesonero Romanos, Leopoldo Augusto de Cueto, Justo de Sancha, Eugenio de Ochoa, Pedro Felipe Monlau, José Joaquín de Mora, Vicente de la Fuente, Antonio Ferrer del Río, Eduardo González Pedroso y Florencio Janer.

## Tecnología tipográfica
Rivadeneyra usó para la Biblioteca de Autores Españoles, popularmente conocida como BAE, una tecnología de impresión relativamente nueva, la estereotipia. Las planchas creadas por este proceso se conservaron haciendo que la reimpresión de los tomos fuese relativamente barata. Por ello los tomos de la Biblioteca se reimprimieron muchas veces y han estado continuamente a la venta hasta fechas muy recientes. En cambio, la Nueva Biblioteca de Autores Españoles, para la cual se usó una tecnología más moderna, no se reimprimió nunca, aunque hace poco ha sido digitalizada.

## Críticas

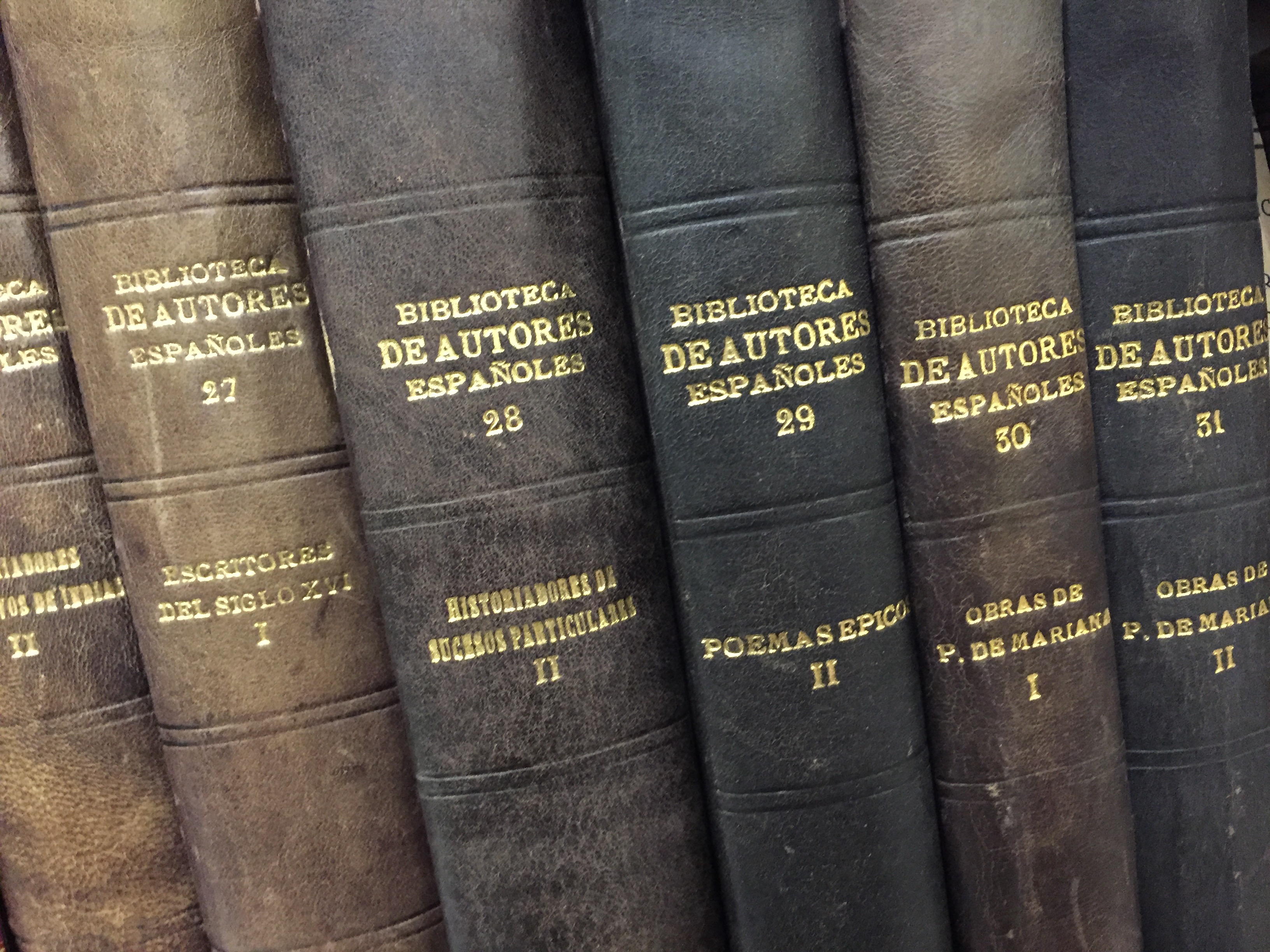
Varios volúmenes de la colección original.

El filólogo colombiano Rufino José Cuervo utilizó ampliamente esta obra para su ambicioso y monumental Diccionario de construcción y régimen, pero apercibió, desolado, que la tarea de los editores había sido muy poco rigurosa en cuanto a restituir el texto primitivo de los clásicos:

El crédito de que hace algunos años gozaba la Biblioteca de Autores Españoles que varias veces hemos citado, ha decaído muy notablemente, desde que se han cotejado las obras que contiene con las ediciones originales. Muchos de sus volúmenes, y no de los menos importantes, son trabajos de cargazón, hechos, al parecer, sin otro esfuerzo que el de adquirir un ejemplar vulgar y darlo a la imprenta, sin recelar que pueda ser defectuoso y sin quebrarse los ojos para corregir los errores, no siendo raro que el editor mismo se haya complacido en adulterar los textos. Esta colección será acaso de alguna utilidad a los que quieran tener idea de nuestra literatura, pero en general no puede servir de base para estudios históricos sobre nuestra lengua.

Rufino José Cuervo señaló sumas deficiencias, modernizaciones y erratas en las ediciones de las Novelas ejemplares de Miguel de Cervantes, La Celestina, Guzmán de Alfarache de Mateo Alemán, El diablo cojuelo de Luis Vélez de Guevara, la Historia de la conquista de Méjico de Antonio de Solís, el Examen de ingenios de Huarte de San Juan, las poesías de Juan Meléndez Valdés y, especialmente, en la muy desastrada de las Guerras de Granada de Ginés Pérez de Hita.

## Estructura
1. Obras de Miguel de Cervantes Saavedra (La Galatea, Novelas ejemplares, Don Quijote de la Mancha, Persiles y Sigismunda, Viaje del Parnaso, y Poesías sueltas). 1ª. ed.: Madrid, Rivadeneyra, 1846; b, 4ª. ed: 1860.[3]
2. Obras de D. Nicolás y D. Leandro Fernández de Moratín, al cuidado de Buenaventura Carlos Aribau (4ª. ed.: Madrid, Rivadeneyra, 1857).[4]
3. Novelistas anteriores a Cervantes (1846), ed. de Buenaventura Carlos Aribau, de quien aparece un «Discurso preliminar, sobre la primitiva novela española». Contiene: La Celestina de Fernando de Rojas; el Lazarillo de Tormes; El patrañuelo y Sobremesa y alivio de caminantes de Juan de Timoneda; Doce cuentos, de Juan Aragonés, incluidos en una edición del Alivio de caminantes de Timoneda; el Guzmán de Alfarache de Mateo Alemán; Historia de los amores de Clareo y Florisea y de los trabajos de Isea de Alonso Núñez de Reinoso; Selva de aventuras de Jerónimo de Contreras; Historia del Abencerraje y de la hermosa Jarifa; y Guerras civiles de Granada, por Ginés Pérez de Hita.[5]
4. Juan de Castellanos, Elegías de varones ilustres de Indias (1847; 3ª. ed.: Madrid, Rivadeneyra, 1874).
5. Comedias escogidas de Fray Gabriel Tellez el maestro Tirso de Molina, juntas en colección e ilustradas por D. Juan Eugenio Hartzenbusch (Imprenta de la Publicidad, á cargo de D. M. Rivadeneyra, Madrid, 1848).
6. Obras del V. P. M. Fray Luis de Granada, I. Al cuidado de José Joaquín de Mora, quien compuso un prólogo y una biografía del autor.
7. Obras de Don Pedro Calderón de la Barca, I. Edición al cuidado de Juan Eugenio Hartzenbusch.
8. Obras del V. P. M. Fray Luis de Granada, II. Edición al cuidado de José Joaquín de Mora (Imprenta de la Publicidad á cargo de D. M. Rivadeneyra, Madrid, 1848).
9. Obras de Don Pedro Calderón de la Barca, II. Edición al cuidado de Juan Eugenio Hartzenbusch.
10. Romancero general o colección de romances castellanos anteriores al siglo XVIII recogidos, ordenados, clasificados y anotados por Don Agustín Durán, I. Se trata en realidad de una segunda edición, muy aumentada en relación con la primera de 1828-32 del propio Agustín Durán. Este tomo contiene romances moriscos, romances caballerescos, romances caballerescos de las crónicas galesas, romances de las crónicas caballerescas, romances tomados de poemas italianos, romances referentes a la Historia Sagrada, romances referentes a los tiempos de Grecia y Roma, romances de la Historia del Asia y de las dos Grecias, Romances concernientes a la historia de Roma, romances relativos a la historia de España (Madrid, Rivadeneyra, 1849.)
11. Obras del V. P. M. Fray Luis de Granada, III.
12. Comedias de Don Pedro Calderón de la Barca, III. Ed. al cuidado de Juan Eugenio Hartzenbusch.
13. Epistolario español. Colección de cartas de Españoles ilustres antiguos y modernos. Recogida y ordenada con notas y aclaraciones Históricas, Críticas y Biográficas I, ed. al cuidado de Eugenio de Ochoa. Contiene: Centón epistolario del bachiller Fernán Gómez de Cibdareal; Letras de Fernando del Pulgar; Cartas de Gonzalo Ayora; Epístolas familiares de fray Antonio de Guevara; Cartas del bachiller Pedro de Rhua, por Pedro de Rúa; Epístolas familiares de fray Francisco Ortiz; Epistolario espiritual por Juan de Ávila; Cartas, por Antonio Pérez; Cartas, por Antonio de Solís; Cartas por Nicolás Antonio y Cartas marruecas, por José Cadalso. La continuación está en el volumen 62.
14. Comedias de Don Pedro Calderón de la Barca, IV. Ed. al cuidado de Juan Eugenio Hartzenbusch.
15. Obras escogidas del P. José Francisco de Isla, con una noticia de su vida y escritos, por don Pedro Felipe Monlau. Incluye Día grande de Navarra; Historia del famoso predicador Fray Gerundio de Campazas, alias Zotes; Colección de varios escritos críticos; Cartas de Juan de la Encina y Cartas familiares.
16. Romancero general o colección de romances castellanos anteriores al siglo XVIII..., II. Este tomo contiene romances relativos a la historia de España (continuación). Romances concernientes a historia de pueblos diversos. Romances vulgares caballerescos. Romances vulgares novelescos. Romances vulgares de cautivos y renegados. Romances vulgares históricos. Romances vulgares de leyendas y vidas de santos. Romances vulgares de valentías, desafíos y desafueros. Romances vulgares de controversia, agudeza e ingeniosidad. Romances de cuentos vulgares. Romances doctrinales. Romances eróticos o amatorios. Romances satíricos y burlescos. Jácaras o romances de jaques y Romancillos (Rivadeneyra, Madrid, 1851).
17. Poemas épicos, I, por Cayetano Rosell. Incluye La Araucana, de Alonso de Ercilla; El Bernardo, de Bernardo de Balbuena; La Cristiada, de Diego de Hojeda; El Monserrate, de Cristóbal de Virués; La Mosquea, de José de Villaviciosa; La Austríada, de Juan Rufo; Vida, excelencias y muerte del gloriosísimo patriarca San José, de Joseph de Valdivielso y Creación del Mundo, de Alonso de Acevedo.
18. Novelistas posteriores a Cervantes, I, por Cayetano Rosell. Incluye: Alonso Fernández de Avellaneda, Vicente Espinel, Gonzalo de Céspedes y Meneses, Tirso de Molina y Jerónimo de Alcalá.
19. Obras completas del Excmo. Sr. D Manuel José Quintana con un prologo por D. Antonio Ferrer del Río (M. Rivadeneyra, 1861).
20. Comedias de Don Juan Ruiz de Alarcón y Mendoza. Colección hecha e ilustrada por don Juan Eugenio Hartzenbusch (M. Rivadeneyra, ¿1866?).
21. Historiadores de sucesos particulares, I. Este tomo contiene: Francisco de Moncada, Expedición de los catalanes y aragoneses contra turcos y griegos; Diego Hurtado de Mendoza, Guerra de Granada hecha por el rey Felipe II contra los moriscos de aquel reino; Luis del Mármol Carvajal, Historia de la rebelión y castigo de los moriscos del reino de Granada; Pedro Mexía, Relación de las Comunidades de Castilla; Luis de Ávila y Zúñiga, Comentario de la guerra de Alemania hecha por Carlos V; Gonzalo de Illescas, Jornada de Carlos V a Túnez; Francisco Manuel de Melo, Historia de los movimientos, separación y guerra de Cataluña en tiempos de Felipe IV.
22. Historiadores primitivos de Indias, I. Al cuidado de Enrique de Vedia, contiene su «Noticia de la vida y escritos de Francisco López de Gómara. De Cortés y sus cartas. Apuntes sobre la vida del adelantado Alvar Núñez Cabeza de Vaca» y ediciones de las Cartas de relación de Hernán Cortés; Hispania victrix; primera y segunda parte de la Historia general de las Indias y Conquista de Méjico por Francisco López de Gómara; Segunda parte de la Crónica general de las Indias. Relación hecha, por Pedro de Alvarado a Hernando Cortés y Otra relación hecha por Pedro de Albarado á Hernando Cortés, por Pedro de Alvarado; Relación hecha por Diego Godoy á Hernando Cortés, por Diego Godoy; Sumario de la natural historia de las Indias, por Gonzalo Fernández de Oviedo y Naufragios y Comentarios de Álvar Nuñez Cabeza de Vaca.
23. Obras de Don Francisco de Quevedo Villegas, I. Edición al cuidado de Aureliano Fernández Guerra (Madrid, M. Rivadeneyra, 1852).[6]
24. Comedias escogidas de Frey Lope Félix de Vega Carpio juntas en colección y ordenadas por Don Juan Eugenio Hartzenbusch, I.
25. Obras de Don Diego de Saavedra Fajardo y del licenciado Pedro Fernández Navarrete.
26. Historiadores primitivos de Indias, II (Madrid, M. Rivadeneyra, 1862). Al cuidado de Enrique de Vedia, que incluye sus «Noticias biográficas» y ediciones de Verdadera historia de los sucesos de la conquista de la Nueva-España, por Bernal Díaz del Castillo; Verdadera relación de la conquista del Perú y Provincia del Cuzco, por Francisco de Jerez; La crónica del Perú, nuevamente escrita, por Pedro Cieza de León; Historia del descubrimiento y conquista de la provincia del Perú, y de las guerras y cosas señaladas de ella, por Agustín de Zárate.
27. Escritores del siglo XVI, I. Contiene: san Juan de la Cruz, fray Pedro Malón de Chaide y fray Hernando de Zárate (Madrid, M. Rivadeneyra, 1862).[7]
28. Historiadores de sucesos particulares, II. Incluye: Carlos Coloma, Las guerras de los Estados-Bajos desde el año de 1588 hasta el de 1599; Antonio de Solís, Historia de la conquista de Méjico, población y progresos de la América Septentrional; Bernardino de Mendoza, Comentarios de lo sucedido en las guerras de los Países Bajos desde el año de 1567 hasta el de 1577.
29. Poemas épicos, II, por Cayetano Rosell. Incluye Arauco domado de Pedro de Oña; Endimión, de Marcelo Diaz Callecerrada; Fábula del Genil, de Pedro Espinosa; La Raquel, de Luis de Ulloa y Pereira; El Deucalión, de Alonso Verdugo de Castilla; La agresión británica, de Juan María Mauri; Las naves de Cortés destruidas, de Nicolás Fernández de Moratín y La inocencia perdida, de Alberto Lista.
30. Obras del Padre Juan de Mariana. Colección dispuesta y revisada, con un discurso preliminar por D. Francisco Pi y Margall, I. Contiene: Historia de España; Contra los juegos públicos; Del Rey y de la institución real; De la moneda de vellón y De las cosas de la Compañía (Madrid, M. Rivadeneyra, 1864).
31. Obras del Padre Juan de Mariana, II.
32. Poetas líricos de los siglos XVI y XVII, I (Madrid, M. Rivadeneyra, 1854). Edición al cuidado de Adolfo de Castro que incluye obras de Garcilaso de la Vega, Gutierre de Cetina, Diego Hurtado de Mendoza, Cristóbal de Castillejo, Fernando de Herrera, Francisco de Medrano, Pablo de Céspedes, Francisco Pacheco, Francisco de Rioja, Juan de Arguijo, Pedro de Quirós, Juan de Salinas, Baltasar del Alcázar y Luis de Góngora.[8]
33. Novelistas posteriores a Cervantes, II, por Cayetano Rosell y con un «Bosquejo histórico sobre la novela española» escrito por Eustaquio Fernández de Navarrete. Incluye obras de Alonso Jerónimo de Salas Barbadillo, Luis Vélez de Guevara, Francisco López de Úbeda, Alonso Castillo Solórzano, Antonio Enríquez Gómez, Estebanillo González, Francisco Navarrete y Ribera, Francisco Santos, Fulgencio Afán de Ribera, Andrés de Prado, Diego Ágreda y Vargas, Baltasar Mateo Velázquez, Andrés del Castillo, Juan Pérez de Montalbán y María de Zayas.
34. Comedias escogidas de Frey Lope Félix de Vega Carpio, II. Ed. al cuidado de Juan Eugenio Hartzenbusch.
35. Romancero y cancionero sagrados. Colección de poesías cristianas, morales y divinas, sacadas de las obras de los mejores ingenios españoles por Don Justo de Sancha. Incluye una selección ordenada en sonetos, romances, endechas y canciones cortas, villancicos, coloquios pastoriles, oraciones con glosa, glosas, odas, canciones y otras poesías de arte mayor, canciones y glosas, redondillas y quintillas, jeroglíficos y canciones y, completas, las obras Las Cortes de la Muerte de Luis Hurtado de Toledo; el Cancionero de diversas obras por fray Ambrosio de Montesino y Poesía cristiana, moral y divina de Damián de Vegas. Incluye un índice de autores y fuentes e índice alfabético de los primeros versos.
36. Curiosidades bibliográficas. Colección escogida de obras raras de amenidad y erudición con apuntes biográficos de los diferentes autores al cuidado de Adolfo de Castro. Incluye: Diálogo entre Caronte y el ánima de Pedro Luis Farnesio de Diego Hurtado de Mendoza; Crónica de don Francesillo de Zúñiga; La Tebaida de Estacio traducida por Juan de Arjona; Discurso historial de la presa que del puerto de la Mamora hizo El Real Armada de España en el año 1614 por Agustín de Horozco; Florando de Castilla, lauro de caballeros, compuesto en octava rima; Diálogos de apacible entretenimiento, que contiene unas carnestolendas de Castilla por Gaspar Lucas Hidalgo; El Concejo y consejeros del príncipe de Fadrique Furió Ceriol; Visión delectable de la Filosofía y Artes liberales de Alfonso de la Torre; Libro intitulado los problemas de Villalobos, que trata de cuerpos naturales y morales y dos diálogos de medicina y la comedia Anfitrión; Invectiva contra el vulgo y su maledicencia de Cosme de Aldana; Discursos de la viuda de veinte y cuatro maridos por El Caballero de la Tranca; Cartas de Don Juan de la Sal, obispo de Bona, al duque de Medina Sidonia; Carta de Don Diego de Mendoza al capitán Salazar; Pía junta en el panteón del Escurial de los vivos y los muertos.
37. Escritores del siglo XVI, II. Contiene: fray Luis de León, Obras poéticas y Obras en prosa (De los nombres de Cristo, La perfecta casada, Traducción y declaración de los Cantares de Salomón, Respuesta que desde su prisión da a sus émulos, Exposición del Libro de Job). Precédelas su vida, escrita por don Gregorio Mayáns y Siscar y un extracto del proceso instruido contra el autor desde el año 1571 al 1576 (Madrid, Manuel Rivadeneyra, 1855).[9]
38. Colección escogida de obras no dramáticas de Frey Lope Félix de Vega Carpio. Ed. al cuidado de Cayetano Rosell (Madrid, M. Rivadeneyra, 1856).
39. Comedias escogidas de D. Agustín Moreto y Cabaña, coleccionadas e ilustradas por Luis Fernández-Guerra.
40. Libros de caballerías, con un Discurso preliminar y un Catálogo razonado de los libros de caballerías que hay en lengua castellana o portuguesa hasta el año de 1800 por Pascual de Gayangos, I. El segundo tomo no llegó a publicarse; incluye el Amadís de Gaula y Las sergas de Esplandián.
41. Comedias escogidas de Frey Lope Félix de Vega Carpio, III. Edición de Juan Eugenio Hartzenbusch.
42. Poetas líricos de los siglos XVI y XVII, II. Edición al cuidado de Adolfo de Castro que incluye obras de San Juan de la Cruz, Fray Pedro Malón de Chaide, Fray Fernando de Zárate, Fray Luis de León, Andrés Laguna, Pedro Espinosa, Francisco Trillo y Figueroa, Juan de Jáuregui, Conde de Villamediana, Felipe IV, Jacinto Polo de Medina, Lupercio Leonardo de Argensola y Bartolomé Leonardo de Argensola, Bernardino de Rebolledo, Juan Rufo, Antonio Mira de Amescua, Bartolomé Cairasco de Figueroa, Floresta de varia poesía, etc.
43. Dramáticos contemporáneos de Lope de Vega, I. Edición con un discurso, apuntes biográficos y críticos de los autores, noticias bibliográficas y catálogos al cuidado de Ramón Mesonero Romanos. Contiene obras de Miguel Sánchez, el canónigo Francisco Agustín Tárrega, Gaspar de Aguilar, Carlos Boil, Ricardo del Turia, Guillén de Castro, Luis Mexía de la Cerda, Juan Grajales, Damián Salucio del Poyo, Andrés de Claramonte y Gaspar de Ávila.
44. La gran conquista de Ultramar que mandó escribir el rey don Alfonso el Sabio; ilustrada con notas críticas y un glosario por don Pascual de Gayangos, individuo de número de la Real Academia de la Historia.
45. Dramáticos contemporáneos de Lope de Vega, II. Al cuidado de Ramón Mesonero Romanos. Contiene obras de Antonio Mira de Amescua, Luis Vélez de Guevara, el doctor Felipe Godínez, Diego Ximénez de Enciso, Rodrigo de Herrera, Jacinto de Herrera y Sotomayor, Alonso Jerónimo de Salas Barbadillo, Alonso del Castillo Solórzano, Luis de Belmonte Bermúdez, Juan Pérez de Montalbán y Antonio Hurtado de Mendoza
46. Obras escogidas de Don Gaspar Melchor de Jovellanos, I.
47. Dramáticos posteriores a Lope de Vega, I. Edición al cuidado de Ramón Mesonero Romanos. Contiene obras de Antonio de Solís, Álvaro Cubillo de Aragón, Juan de Matos Fragoso, Francisco de Leiva Ramírez de Arellano, los hermanos Diego Figueroa y Córdoba y José Figueroa y Córdoba, Sebastián de Villaviciosa, Francisco de Avellaneda, Antonio Martínez, Antonio Enríquez Gómez, Fernando de Zárate, Juan Vélez de Guevara, Jerónimo de Cuéllar (Madrid, M. Rivadeneyra, 1858).
48. Obras de Don Francisco de Quevedo Villegas, II (Madrid, M. Rivadeneyra, 1859).[10]
49. Dramáticos posteriores a Lope de Vega, II. Con un discurso, apuntes biográficos y críticos de los autores, noticias bibliográficas y catálogos de Ramón Mesonero Romanos. Contiene obras de Juan Bautista Diamante, Cristóbal de Monroy y Silva, Ana Caro de Mallén, Francisco de Monteser, Juan de la Hoz y Mota, Agustín de Salazar y Torres, sor Juana Inés de la Cruz, Francisco Bances Candamo, Antonio de Zamora, José de Cañizares y Melchor Fernández de León (Madrid, M. Rivadeneyra, 1858).
50. Obras escogidas de Don Gaspar Melchor de Jovellanos, II.
51. Escritores en prosa anteriores al siglo XV. Recogidos e ilustrados por don Pascual de Gayangos. Contiene: Calila e Dimna; Castigos e documentos del rey don Sancho; Libro del caballero et del escudero; Tractado que fizo don Juan Manuel sobre las armas que fueron dadas a su padre el Infante don Manuel, et por qué él et sus descendientes pudiesen facer caballeros non lo siendo, et de cómo pasó la fabla que con el rey don Sancho hobo antes que finase; El libro de los castigos o consejos que fizo don Juan Manuel para su fijo, et que es llamado por otro nombre el Libro infinido; De las maneras de amor; Libro de los Estados; Libro de los frailes predicadores; Libro de Patronio; Tractado en que se prueba por razón que Sancta María está en cuerpo et alma en Paraiso; El libro de los enxiemplos por A B C; Libro de los gatos; Libro de las Consolaciones de la Vida Humana y un Glosario de voces anticuadas.
52. Comedias escogidas de frey Lope Félix de Vega Carpio, IV. Ed. de Juan Eugenio Hartzenbusch.
53. Escritos de Santa Teresa añadidos e ilustrados por don Vicente de La Fuente, I (M. Rivadeneyra, Impresor, Editor, Madrid, 1861).[11]
54. Comedias escogidas de Don Francisco de Rojas Zorrilla ordenadas en colección por don Ramón de Mesonero Romanos.
55. Escritos de Santa Teresa, II. Edición al cuidado de Vicente de la Fuente (Madrid, M. Rivadeneyra, Impresor, Editor, 1862).[12]
56. Obras escogidas del Padre Fray Benito Jerónimo Feijoo y Montenegro. Con una noticia de su vida y juicio crítico de sus escritos por Vicente de la Fuente.
57. Poetas castellanos anteriores al siglo XV. Colección hecha por D. Tomás Antonio Sánchez, continuada por el Excmo. Sr. D. Pedro José Pidal, y considerablemente aumentada e ilustrada, a vista de los códices y manuscritos antiguos por D. Florencio Janer. Contiene: Cantar de mio Cid; Vida de Santo Domingo de Silos, Vida de San Millán, Del sacrificio de la Misa, Martirio de San Laurencio, Loores de Nuestra Señora, De los signos que aparecerán antes del Juicio, Milagros de Nuestra Señora, Duelo de la Virgen, Vida de Santa Oria, Himnos de Gonzalo de Berceo; Libro de Alexandre; Libro de Buen Amor, entonces llamado Libro de Cantares de Juan Ruiz; Libro de Apolonio; Vida de Santa María Egipciaca; Libro de los Reyes de Oriente; Vida de San Ildefonso; Proverbios morales de Sem Tob; Tratado de la Doctrina; Danza de la Muerte; Poema del Conde Fernán González; Poema de José; Rimado de Palacio de Pero López de Ayala y Poema de Alfonso Onceno (Madrid, M. Rivadeneyra, Impresor, Editor, 1864).[13]
58. Autos sacramentales desde su origen hasta fines del siglo XVII. Colección escogida, dispuesta y ordenada por Eduardo González Pedroso. Incluye piezas de los autores Gil Vicente (Auto de San Martinho), Juan de Pedraza (Farsa llamada Danza de la Muerte), Juan de Timoneda (cinco), Lope de Vega (cinco), Josef de Valdivieso (cinco), Tirso de Molina (No le arriendo la ganancia; El colmenero divino), Pedro Calderón de la Barca (trece), Agustín Moreto (La gran casa de Austria y divina Margarita), Francisco Bances Candamo (Las mesas de la Fortuna) y diecisiete piezas anónimas (Madrid, M. Rivadeneyra, Impresor, Editor, 1865).
59. Obras originales del Conde de Floridablanca, y escritos referentes a su persona. Colección hecha e ilustrada por don Antonio Ferrer del Río.
60. Obras escogidas del Padre Pedro de Rivadeneira de la Compañía de Jesús, con una noticia de su vida y juicio crítico de sus escritos. Edición al cuidado de Vicente de la Fuente. Incluye su biografía de Ignacio de Loyola.
61. Poetas líricos del siglo XVIII, I, ed. de Leopoldo Augusto de Cueto (Rivadeneyra, Madrid, 1869) Contiene el «Bosquejo histórico-crítico de la Poesía Castellana en el siglo XVIII» de Cueto y ediciones de las obras de Gabriel Álvarez de Toledo, Eugenio Gerardo Lobo, Diego de Torres y Villarroel, Jorge Pitillas, Ignacio de Luzán, Alonso Verdugo y Castilla, José Antonio Porcel, fray Diego Tadeo González, Vicente García de la Huerta, José Cadalso, José María Vaca de Guzmán, Félix María Samaniego y José Iglesias de la Casa.
62. Epistolario español: colección de cartas de españoles ilustres antiguos y modernos, II. Contiene epistolarios del cardenal Francisco Ximénez de Cisneros; una colección de Cartas de algunos padres de la Compañía de Jesús, y Cartas de Eugenio de Salazar; Francisco Cascales; Francisco Cabarrús y parte de las satíricas de Sebastián de Miñano y Bedoya.
63. Poetas líricos del siglo XVIII, II, ed. de Leopoldo Augusto de Cueto. Contiene ediciones de Tomás de Iriarte, Juan Meléndez Valdés, Juan Pablo Forner, Conde de Noroña, Manuel María de Arjona y Francisco Sánchez Barbero.
64. Historia del levantamiento, guerra y revolución de España, por el Conde de Toreno.
65. Obras escogidas de filósofos, con un discurso preliminar del excelentísimo é ilustrísimo Señor Don Adolfo de Castro. Contiene obras y juicios críticos de Séneca (Los siete libros, El libro de oro, o sea, aforismos morales), Raimundo Lulio (Introductorio del Arte magna y general para todas las ciencias, Árbol de los ejemplos de la ciencia, Filosofía moral), Alonso de Madrigal «el Tostado» (Cuestiones de filosofía moral), Bartolomé de las Casas (Controversia con el doctor Sepúlveda acerca de los indios, Tratado sobre la esclavitud de los indios, Discurso ante Carlos V en respuesta a fray Juan de Quevedo sobre la esclavitud de los indios, Rasgo histórico-filosófico sobre la muerte de Cristóbal Colón), Bartolomé de Albornoz (De la limosna, De la esclavitud), Juan Luis Vives (Introducción a la sabiduría, Del socorro de los pobres o de las necesidades humanas), Pedro Simón Abril (Apuntamiento de cómo se deben reformar las doctrinas y la manera de enseñallas), Antonio de Guevara (El villano del Danubio, Marco Aurelio y Faustina, Filosofía moral de príncipes, Contra las guerras de conquista, Contra la disolución de la vejez, Sobre la muerte), Melchor Cano (Tratado de la victoria de sí mismo), Oliva Sabuco (Coloquio del conocimiento de sí mismo, Coloquio de las cosas que mejoran este mundo), Fernán Pérez de Oliva (Diálogo de la dignidad del hombre), Juan Huarte de San Juan (Examen de ingenios), Joaquín Setantí (Centellas de varios conceptos) y Baltasar Gracián (El discreto, Oráculo manual, El héroe).
66. Crónicas de los Reyes de Castilla desde Don Alfonso el Sabio, hasta los Católicos Don Fernando y Doña Isabel, I. Contiene: Crónica de don Alfonso décimo; Crónica de don Sancho el Bravo; Crónica de don Fernando Cuarto; Crónica de don Alfonso el Onceno y Crónica de don Pedro primero.
67. Poetas líricos del siglo XVIII, III, ed. de Leopoldo Augusto de Cueto. Contiene ediciones de Nicasio Álvarez Cienfuegos, Juan Bautista Arriaza, Juan María Maury, Manuel José Quintana, Félix José Reinoso, Dionisio Solís, Alberto Lista, Juan Nicasio Gallego, José Somoza, Juan de Ferreras, Juan de Iriarte, Ramón de la Cruz, Francisco Gregorio de Salas, María Gertrudis de Hore, Tomás José González Carvajal, José de Vargas Ponce, José Marchena, José María Blanco White, Eugenio de Tapia, Bartolomé José Gallardo, Pablo de Jérica y otros.
68. Crónicas de los Reyes de Castilla desde Don Alfonso el Sabio, hasta los Católicos Don Fernando y Doña Isabel, II. Contiene: Crónica del rey don Enrique segundo de Castilla; Crónica del rey don Juan, primero de Castilla e de León; Crónica del rey don Enrique tercero de Castilla e de León; Crónica del rey don Juan, segundo deste nombre en Castilla y en León y Generaciones, semblanzas e obras de los excelentes reyes de España don Enrique el tercero e don Juan el segundo, e de los venerables perlados y notables caballeros que en los tiempos destos reyes fueron, por Fernán Pérez de Guzmán.
69. Obras de Don Francisco de Quevedo Villegas: poesías, III. Ed. al cuidado de don Florencio Janer.
70. Crónicas de los Reyes de Castilla desde Don Alfonso el Sabio, hasta los Católicos Don Fernando y Doña Isabel, III. Contiene: Memorial de diversas hazañas, por mosén Diego de Valera; Crónica del rey don Enrique el Cuarto de este nombre, por su capellán y cronista Diego Enríquez del Castillo; Crónica de los señores Reyes Católicos... por su cronista Hernando del Pulgar, con dos «Apéndices» de distinto autor, e Historia de los Reyes Católicos don Fernando y doña Isabel... por el bachiller Andrés Bernáldez.
71. Índices generales, por Isidoro Rosell y Torres (Rivadeneyra, Madrid, 1880).[14]